# Selfactina

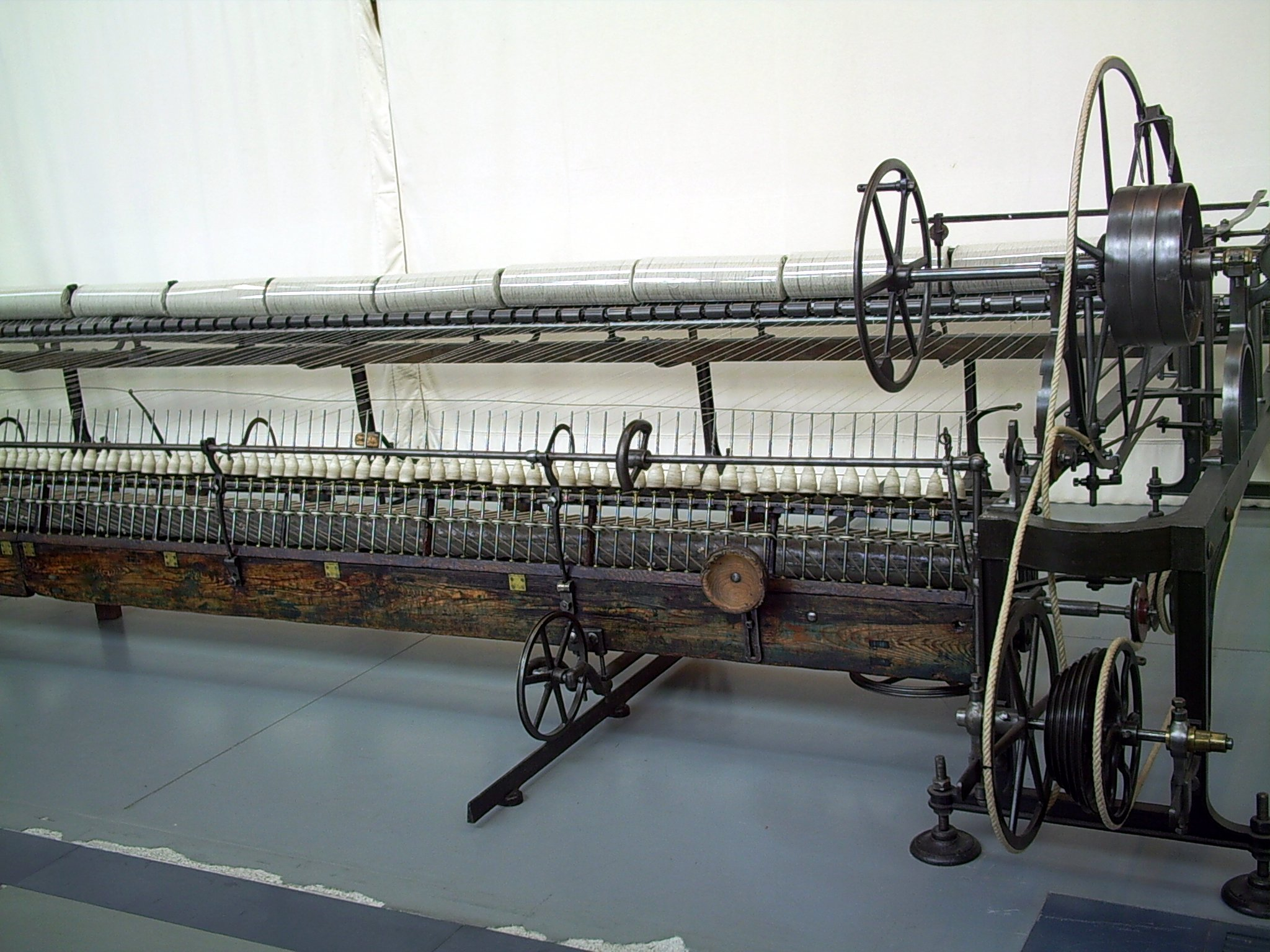
Selfactina al Museu de la Ciència i de la Tècnica de Catalunya.

La selfactina és un tipus de màquina de filar (spinning mule), o filadora, intermitent que esdevingué molt típica als vapors a Catalunya durant la Revolució Industrial, que fou precedida per la molt coneguda filadora anomenada berguedana. Va ser introduïda a Catalunya el 1844, i fou la primera màquina de filar mecanitzada que, amb la intervenció d'un únic operador, en comptes de bastants, com havia calgut fins aleshores, permetia filar molts fils simultàniament. En el seu moment, tot i la seva complexitat, va ser considerada una de les màquines més perfectes de la indústria tèxtil. Avui encara se'n fan, però són rares, ja que majoritàriament s'han substituït per filadores de cap obert.

## Etimologia
El mot català selfactina és una adaptació de l'anglès, ja que aquestes màquines es van introduir a Catalunya de Gran Bretanya, self-acting machine, paraula composta de self, que significa "per si mateix", i acting, "que actua".